# Applause
Applause är en låt av Lady Gaga  och den ledande singeln från hennes tredje album ARTPOP.
Singel skulle egentligen ges ut den 18 augusti 2013 men släpptes tidigare då stora delar av låten hade läckt ut på sociala medier. Den placerades sig högt på flera internationella topplistor och blev en kommersiell succé. 
Låten har bland annat blivit tolkad av TV-serien Glee och är även en spelbar låt i spelserien Just Dance.

## Musikvideo
Musikvideon för låten hade premiär i det amerikanska morgonprammet Good Morning America den 19 augusti 2013.
Videon är delvis i svartvitt och porträtterar Lady Gaga i olika scener med klassisk rekvisita. Gaga spelar olika roller genom videon och refererar till flera klassiska film- och konstverk, bland annat den klassiska målningen Venus födelse. 

## Utgåvor
Singel
Singeln är utgiven som ordinarie CD-singel och digital download på de främsta digitala musiktjänsterna, däribland iTunes Store och Google Play.
| Nr           | Titel        | Längd |
| ------------ | ------------ | ----- |
| 1.           | Applause     | 3:33  |
| Total längd: | Total längd: | 3:33  |

EP
En EP är även utgiven tillägnad singeln innehållande remixer som digital download.
| Nr           | Titel                                        | Längd |
| ------------ | -------------------------------------------- | ----- |
| 1.           | Applause (Empire of the Sun Remix)           | 4:08  |
| 2.           | Applause (Viceroy Remix)                     | 4:27  |
| 3.           | Applause (Purity Ring Remix)                 | 3:04  |
| 4.           | Applause (Bent Collective Club Mix)          | 7:26  |
| 5.           | Applause (DJ White Shadow Electrotech Remix) | 5:49  |
| 6.           | Applause (Fareoh Remix)                      | 4:52  |
| 7.           | Applause (DJ White Shadow Trap Remix)        | 4:09  |
| 8.           | Applause (Goldhouse Remix)                   | 4:34  |
| Total längd: | Total längd:                                 | 38:29 |